# Kerkhof van Houtkerke
Het Kerkhof van Houtkerke is een gemeentelijke begraafplaats in het Franse dorp Houtkerke in het Noorderdepartement. Het kerkhof ligt in het dorpscentrum rond de Église Saint-Antoine. Aan de westelijke hoek van het kerkhof staan twee monumenten voor de gesneuvelde gemeentenaren uit beide wereldoorlogen.

## Britse oorlogsgraven
Op de begraafplaats liggen 7 Britse militaire graven met gesneuvelden uit de Eerste Wereldoorlog. De graven worden onderhouden door de Commonwealth War Graves Commission en zijn daar geregistreerd als Houtkerque Churchyard.
- William James Rolph, korporaal bij het Cambridgeshire Regiment werd onderscheiden met de Military Medal (MM).